# Schwelm (stacja kolejowa)
Schwelm – stacja kolejowa w Schwelm, w kraju związkowym Nadrenia Północna-Westfalia, w Niemczech. Stacja została otwarta w 1847. Znajdują się tu 2 perony.